# Henneleiten
Henneleiten ist ein Stadtteil von Grafing bei München im oberbayerischen Landkreis Ebersberg.

## Lage
Die Einöde liegt circa drei Kilometer südlich von Grafing an der Attel.